# A Bola (revista)
|  | Aquest article tracta sobre la revista. Vegeu-ne altres significats a «A Bola». |

A Bola (en català: La Bola) és un diari esportiu portuguès, publicat a Lisboa. Va ser fundat el 1945 per Cândido de Oliveira i Ribeiro dos Reis, i sortia dos cops per setmana. Es va convertir en diari el 1995.
Malgrat que pregona que és "El diari de tots els esports", el 90% del seu contingut parla de futbol. En general és considerat més atractiu pels seguidors del Benfica, encara que alguns dels seus columnistes són partidaris d'altres clubs. Des de la temporada 1952-1953 atorga la Bota de Plata, premi al màxim golejador de la lliga.
És el diari més popular entre els emigrants portuguesos, i llegit a les antigues colònies portugueses de l'Àfrica. Des de 2006, també s'imprimeix a Newark (Nova Jersey), una ciutat estatunidenca habitada per una gran colònia portuguesa.